# Ricadi
Ricadi (tiếng Hy Lạp: Rigadion) là một đô thị ở bờ biển Tyrrhenus, thuộc tỉnh Vibo Valentia), trong vùng Calabria của Ý.
Đô thị Ricadi nằm giữa các vịnh Lamezia Terme và Gioia Tauro.

## Khoảng cách đối với các đô thị khác
| Thành phố       | Khoảng cách (km) |
| Tropea          | 10               |
| Vibo Valentia   | 27               |
| Gioia Tauro     | 40               |
| Lamezia Terme   | 72               |
| Messina         | 91               |
| Catanzaro       | 97               |
| Reggio Calabria | 98               |
| Cosenza         | 127              |
| Crotone         | 166              |
| Catania         | 187              |
| Bari            | 398              |
| Napoli          | 436              |
| Roma            | 646              |
| Milano          | 1.193            |